# Climat de l'Hérault
Le climat de l'Hérault peut être caractérisée en général par un climat méditerranéen. Pourtant, les zones montagneuses du nord-ouest connaissent une influence océanique. Certains secteurs du nord de l’Hérault peuvent quant à eux connaitre une influence continentale tempérée.

## Description

### Ensoleillement
Comme dans l’ensemble du midi méditerranéen, l’ensoleillement est important dans l’Hérault et relativement régulier au cours de l’année. On atteint 2828 heures par an, pour une moyenne nationale inférieure à 2000 heures annuelles.

### Températures
Une des caractéristiques spécifiques du climat méditerranéen est la douceur de ses saisons hivernales. Il reste néanmoins marqué par de grands excès ponctuels (à Montpellier Fréjorgues en hiver, on a noté comme record minimal absolu : −17,8 °C en février 1963 et en été une maximale journalière record : 43,5 °C en juin 2019, à cause de la proximité de la mer).
La moyenne des températures des mois d’été est proche des moyennes maximales françaises. Néanmoins, la mer protège les secteurs littoraux des extrêmes que constituent les canicules en été, mais aussi les gelées en hiver. Elles vont d'environ 27 °C sur le bord de mer à 30⁄31 °C dans l'intérieur des terres. Les températures minimales moyennes sont aussi très variées, en allant d'environ 19⁄20 °C sur le littoral à 14 °C dans l'intérieur des terres.
En hiver, les moyennes minimales vont de 4 °C au bord de l'eau à 0 °C voire −1 °C dans les terres dans les vallées encaissées. Les maximales moyennes sont assez homogènes, 10⁄11 °C dans les terres et sur le littoral à 12 °C sur la zone centrale.
Concernant les records absolus dans le département, ils sont de −29 °C à Saint-Martin-de-Londres le 4 février 1963 et de 46 °C  a Vérargues lors de la canicule européenne de juin 2019 dans l'est de l'Hérault. Le 28 juin 2019, le thermomètre à Verargues avait affiché 46 °C, du jamais-vu sur le territoire. Ce qui en fait le record de température absolu en France pour tous mois confondus.
Affecté par l'évolution des températures, le département de l'Hérault totalise, en 2017, 236 journées avec des températures au-dessus des normales saisonnières, représentant 65 % d'élévation des températures sur l'année. Le 28 juin 2019, il a été enregistré un pic exceptionnel d'élévation de température, depuis 1874, avec 43,5 °C aux stations de Montpellier-Fréjorgues(débuts des relevés en 1946).

### Pluies
Les précipitations sont plutôt rares sur le département, elles surviennent en grande majorité au printemps, en automne et en hiver. Elles prennent parfois un caractère violent, notamment pendant les épisodes cévenols. L'été est généralement très sec. Montpellier possède une pluviométrie d'environ 760 mm/an, sur la base des relevés effectués entre 1900 et 2009, ce qui est supérieur à Paris. Mais ces précipitations se concentrent uniquement sur 90 jours,.
Si le nombre de jours pluvieux est relativement équivalent entre l'arrière-pays et le littoral, c’est la hauteur des précipitations qui diffère : elle peut atteindre 1 100 mm en plaine et jusqu'à 1500mm sur les reliefs. La neige est relativement rare, observée en général une fois par an, mais ne tenant que rarement surtout en ville, sauf lors d'épisodes exceptionnels.

### Vents
On distingue quatre vents dominants principaux. Mistral (extrême-est du département) et Tramontane sont des vents secs, respectivement de secteur nord-nord-est et nord-ouest, que l'on peut observer en toute saison. Ils dégagent le ciel, assèchent l’air et peuvent être très violents. Le mistral et la tramontane sont responsables en grande partie de l'ensoleillement remarquable du département. Lorsque ces vents soufflent en hiver, les températures ressenties peuvent être négatives.
Le Marin, soufflant du sud-est, et le Grec, soufflant d’est, plus rares, sont des vents souvent violents associés à des passages perturbés en Méditerranée. Ils sont accompagnés d'un temps couvert et de pluies importantes.

## Climat de Montpellier

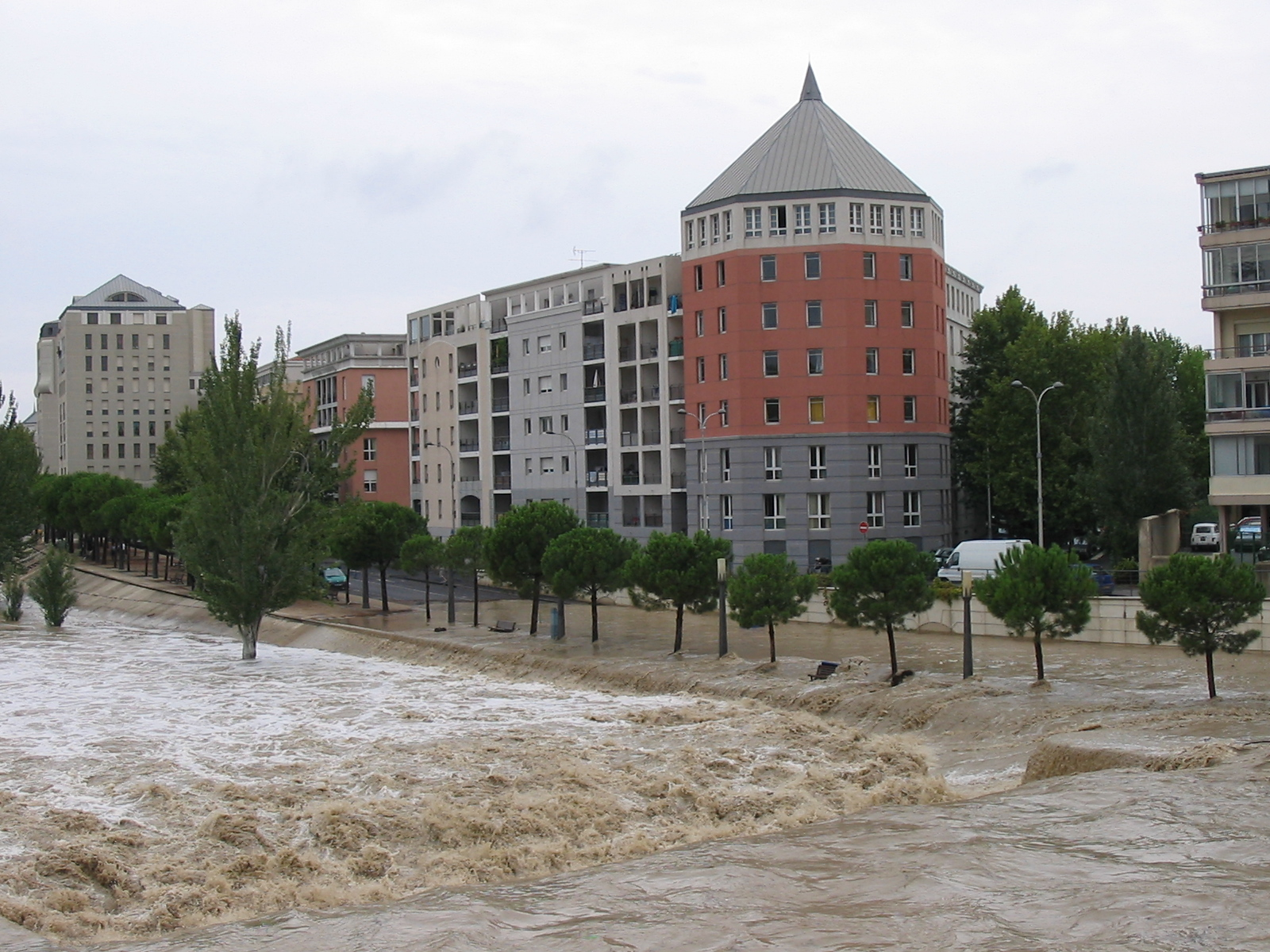
Débordement du Lez, le 6 9 2005.

Le climat de Montpellier est typiquement méditerranéen. Il en découle des températures assez douces (15,2 °C en moyenne), un ensoleillement parmi les plus élevés de France avec seulement 33 jours sans soleil par an, une durée de 7 h 22 min par jour en moyenne, largement supérieur à la moyenne française de 4 h 46 min ; et des jours de précipitations peu nombreux (moins de 60 par an), mais des averses parfois violentes, notamment en automne de septembre à décembre lors des épisodes méditerranéens ou cévenols, causant fréquemment des inondations dans les points bas de la ville (en moyenne, deux ou trois épisodes par an). À ce jour, au niveau des records, on relèvera les 320 mm tombés le 8 septembre 1938 dans le centre de Montpellier et, le 29 septembre 2014, les 299,5 mm enregistrés à l'aéroport de Montpellier où est située la station météorologique de Fréjorgues.
Au contraire, l'été est souvent aride avec seulement quelques précipitations au mois d'août liées aux orages. Juillet est le mois le plus chaud avec une température moyenne de 24,1 °C et janvier est le mois le plus froid avec une température moyenne de 7,2 °C. Le record de température maximale mesuré à la station météo de Fréjorgues est de 43,5 °C le 28 juin 2019 et le record de froid est de −17,8 °C le 5 février 1963. Néanmoins, la proximité de la mer favorise l'installation d'une brise marine qui tempère les excès thermiques, en été et en hiver, et qui se ressent davantage en approchant du littoral. Ainsi, les températures relevées à la station météo de Fréjorgues, éloignée de la ville et à proximité de la mer, ne sont pas toujours représentatives de celles que connaît la plupart des montpelliérains. Par exemple, lors du record de chaleur du 28 juin 2019, la station météo du Centre d'Ecologie Fonctionnelle et Evolutive implantée près de la faculté des sciences au nord de Montpellier a enregistré jusqu'à 45,5 °C, soit 2 degrés de plus qu'a Fréjorgues, ce qui est très fréquent en été.
Les chutes de neige sont rares, même s'il est courant d'observer quelques gelées blanches. Elles peuvent cependant être importantes lorsque des précipitations diluviennes venues de la mer sont confrontées à une masse d'air froide. Ainsi 20 centimètres de neige ont déjà été relevés dans la ville le 16 janvier 1987 ou le 8 mars 2010, et de 30 à 40 cm le 1er mars 2018[réf. nécessaire].
Le climat de Montpellier, comme celui de la plupart des villes situées à proximité de la mer, se caractérise également par une sensation de chaleur souvent bien supérieure à la température mesurée, notamment au cours des mois d'été, la mer Méditerranée étant relativement chaude à cette période, les vents marins apportent un air humide et chaud sur le littoral. Ainsi, à titre d'exemple lors du pic de température le 28 juin 2019, l'indice humidex a atteint la valeur extrême de 50, valeur digne des tropiques. Mais plus qu'une valeur extrême c'est la constance de valeurs élevées notamment la nuit qui cause le plus grand stress thermique, comme lors de l'épisode caniculaire de 2003 lors duquel il a été calculé un indice humidex supérieur à 30 pendant la quasi-totalité des nuits du mois d'août.
À l'inverse, le mistral et la tramontane, vents provenant respectivement du nord-est et nord-ouest, assèchent l'air et s'accompagnent souvent d'une sensation de refroidissement éolien (Windchill), avec un ressenti souvent négatif en hiver malgré l'apparente clémence des températures. Mais parfois, la tramontane, par effet de foehn sur les Cévennes, fait monter la température, généralement de façon importante et très rapide, en été comme en hiver, de jour comme de nuit. En outre, relativement protégée par l'avancée des reliefs cévenols et se situant entre les couloirs respectifs du mistral et de la tramontane que sont la vallée du Rhône et la plaine de l'Aude, Montpellier est une des villes les moins ventées du golfe du Lion.
| Mois                                              | jan.      | fév.      | mars      | avril     | mai       | juin      | jui.      | août      | sep.      | oct.      | nov.      | déc.      | année           |
| ------------------------------------------------- | --------- | --------- | --------- | --------- | --------- | --------- | --------- | --------- | --------- | --------- | --------- | --------- | --------------- |
| Température minimale moyenne (°C)                 | 2,8       | 3,3       | 5,9       | 8,7       | 12,5      | 16        | 18,9      | 18,5      | 15        | 11,9      | 6,8       | 3,7       | 10,4            |
| Température moyenne (°C)                          | 7,2       | 8,1       | 10,9      | 13,5      | 17,3      | 21,2      | 24,1      | 23,7      | 20        | 16,2      | 11,1      | 8         | 15,2            |
| Température maximale moyenne (°C)                 | 11,6      | 12,8      | 15,9      | 18,2      | 22        | 26,4      | 29,3      | 28,9      | 25        | 20,5      | 15,3      | 12,2      | 19,9            |
| Record de froid (°C)                              | −15       | −17,8     | −9,6      | −1,7      | 0,6       | 5,4       | 8,4       | 8,2       | 3,8       | −0,7      | −5        | −12,4     | −17,8           |
| Record de chaleur (°C) date du record             | 21,2 2002 | 23,6 2019 | 27,4 1997 | 30,4 2011 | 35,1 2006 | 43,5 2019 | 37,5 1990 | 37,7 2017 | 36,3 1983 | 31,8 1997 | 25,3 2015 | 21,6 1987 | 43,5 28/06/2019 |
| Nombre de jours avec gel                          | 8,3       | 6,6       | 1,7       | 0,1       | 0         | 0         | 0         | 0         | 0         | 0         | 2         | 6,7       | 25,3            |
| Nombre de jours avec température maximale ≥ 25 °C | 0         | 0         | 0,2       | 0,8       | 5,8       | 19,9      | 28,8      | 29        | 15,5      | 1,8       | 0         | 0         | 101,8           |
| Nombre de jours avec température maximale ≥ 30 °C | 0         | 0         | 0         | 0         | 0,4       | 4,5       | 12,8      | 10,5      | 1,2       | 0,1       | 0         | 0         | 29,5            |
| Nombre de jours avec température maximale ≥ 35 °C | 0         | 0         | 0         | 0         | 0         | 0,3       | 0,9       | 0,6       | 0         | 0         | 0         | 0         | 1,8             |
| Ensoleillement (h)                                | 142,9     | 168,1     | 220,9     | 227       | 263,9     | 312,4     | 339,7     | 298       | 241,5     | 168,6     | 148,8     | 136,5     | 2 668,2         |
| Record de vent (km/h)                             | 101       | 130       | 115       | 101       | 86        | 86        | 101       | 86        | 133       | 119       | 126       | 104       | 133             |
| Précipitations (mm)                               | 55,6      | 51,8      | 34,3      | 55,5      | 42,7      | 27,8      | 16,4      | 34,4      | 80,3      | 96,8      | 66,8      | 66,7      | 629,1           |
| Record de pluie en 24 h (mm)                      | 115       | 68,2      | 120,2     | 68,4      | 120,1     | 150,2     | 57        | 101       | 299,5     | 148,1     | 144,2     | 112,2     | 299,5           |
| Nombre de jours avec précipitations               | 8,5       | 7,7       | 7,6       | 8,7       | 8,3       | 5,9       | 3,9       | 5,5       | 7,2       | 10,7      | 9,6       | 9,1       | 92,3            |
| dont nombre de jours avec précipitations ≥ 1 mm   | 5,5       | 4,4       | 4,7       | 5,7       | 4,9       | 3,6       | 2,4       | 3,6       | 4,6       | 6,8       | 6,1       | 5,6       | 57,8            |
| dont nombre de jours avec précipitations ≥ 5 mm   | 2,9       | 2,8       | 1,9       | 2,8       | 2,5       | 1,6       | 0,9       | 1,8       | 2,9       | 4         | 3         | 2,8       | 30              |
| Humidité relative (%)                             | 75        | 73        | 68        | 68        | 70        | 66        | 63        | 66        | 72        | 77        | 75        | 76        | 70,75           |
| Nombre de jours avec neige                        | 0,4       | 0,4       | 0,1       | 0         | 0         | 0         | 0         | 0         | 0         | 0         | 0,1       | 0,1       | 1,1             |
| Nombre de jours d'orage                           | 0,5       | 0,3       | 0,7       | 1,6       | 2,5       | 2,9       | 3,2       | 3,9       | 2,9       | 2,9       | 1         | 0,7       | 23,1            |
| Nombre de jours avec brouillard                   | 1,5       | 1,6       | 1,9       | 1         | 1,1       | 0,8       | 1,5       | 1,6       | 2,4       | 1,9       | 1,9       | 2         | 19,2            |

| Diagramme climatique                                  |             |             |             |            |            |              |              |          |              |             |             |
| J                                                     | F           | M           | A           | M          | J          | J            | A            | S        | O            | N           | D           |
| 11,62,855,6                                           | 12,83,351,8 | 15,95,934,3 | 18,28,755,5 | 2212,542,7 | 26,41627,8 | 29,318,916,4 | 28,918,534,4 | 251580,3 | 20,511,996,8 | 15,36,866,8 | 12,23,766,7 |
| Moyennes : • Temp. maxi et mini °C • Précipitation mm |             |             |             |            |            |              |              |          |              |             |             |

Cependant, ces données ne sont pas relevées à Montpellier même mais à la station météorologique de Fréjorgues, située sur la commune de Mauguio, plus proche de la mer, donc plus tempérée par les brises marines estivales.

## Climat de Béziers
Béziers bénéficie d'un climat méditerranéen (Csa). Les étés sont chauds et secs et les hivers doux avec une luminosité importante. Béziers est sous l'influence de deux vents principaux : la tramontane venant du nord-ouest est un vent froid et sec et qui souffle sous forme de fortes rafales et dégage le ciel ; mais le marin (vent de la mer), lui, est un vent venant du sud est, il est doux, chaud et humide et apporte un ciel chargé, de la pluie ou des orages. En automne, le marin peut aussi provoquer des épisodes cévenols qui se caractérisent par de fortes pluies, orageuses ou non, engendrant régulièrement la crue de l'Orb. Béziers possède un ensoleillement annuel de plus de 2 500 heures notamment grâce à la tramontane qui chasse les nuages.
Les chiffres donnés ci-dessous s'appliquent à la période suivante : 1997 - 2010.
| Mois                                | jan. | fév. | mars | avril | mai  | juin | jui. | août | sep. | oct. | nov. | déc. | année |
| ----------------------------------- | ---- | ---- | ---- | ----- | ---- | ---- | ---- | ---- | ---- | ---- | ---- | ---- | ----- |
| Température minimale moyenne (°C)   | 5,4  | 5,3  | 7,7  | 11    | 14,1 | 18,2 | 20,3 | 20   | 16,5 | 13,5 | 9,4  | 5,5  | 12,5  |
| Température moyenne (°C)            | 8,1  | 8,5  | 11,2 | 14,3  | 17,7 | 22,2 | 24,4 | 23,9 | 20,3 | 16,6 | 12,1 | 8,3  | 15,9  |
| Température maximale moyenne (°C)   | 10,8 | 11,6 | 14,6 | 17,6  | 21,3 | 26,1 | 28,5 | 28   | 24   | 19,6 | 14,8 | 11,1 | 19,3  |
| Record de froid (°C)                | −4,5 | −7,6 | −3,3 | −1    | 4,5  | 10,6 | 13   | 12,9 | 6,6  | −0,4 | −3,4 | −7   | −7,6  |
| Record de chaleur (°C)              | 19,2 | 22,2 | 28,1 | 32,5  | 33,1 | 35,7 | 37   | 39,1 | 32   | 32,5 | 23,5 | 19   | 39,1  |
| Nombre de jours avec gel            | 2,7  | 1,5  | 1    | 0,1   | 0    | 0    | 0    | 0    | 0    | 0,1  | 0,5  | 3    | 8,9   |
| Précipitations (mm)                 | 39   | 44,3 | 25,3 | 50,6  | 46,7 | 17,5 | 3,7  | 13,4 | 46,4 | 76,1 | 47,2 | 58,7 | 469,3 |
| Record de pluie en 24 h (mm)        | 32   | 31   | 66,2 | 37    | 59   | 27,2 | 20,5 | 20   | 71   | 100  | 68   | 101  | 101   |
| Nombre de jours avec précipitations | 5,4  | 4,3  | 3,4  | 5,6   | 5    | 2,2  | 1,2  | 2,5  | 3,2  | 5,3  | 5,3  | 4,9  | 48,2  |

## Climat de Lodève
La ville de Lodève bénéficie d'un climat tempéré chaud. Des précipitations importantes sont enregistrées toute l'année à Lodève, y compris lors des mois les plus secs. La classification de Köppen-Geiger est de type Cfa. La température moyenne annuelle est de 13.7 °C à Lodève. La moyenne des précipitations annuelles atteints 1139 mm.